# Nitrosamide
Ne doit pas être confondu avec nitrosamine.

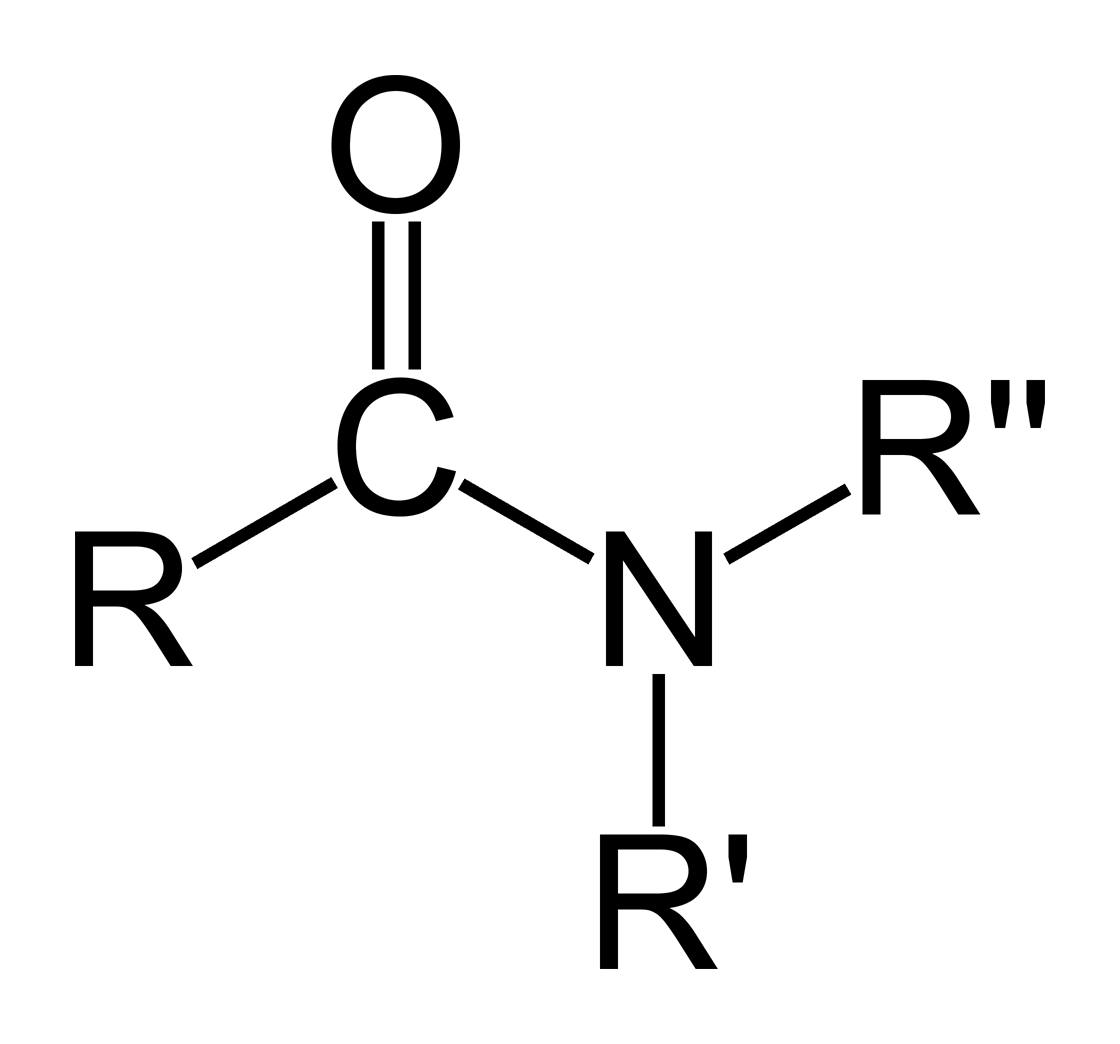
Structure générale d'un amide : un nitrosamide correspond au cas particulier où -R’’ est le groupe -N=O.

Structure générale d'un nitrosamide

Un nitrosamide (ou amide nitreux) est un composé chimique possédant le groupe fonctionnel R-C(=O)N(NO)-R’. 